# New Year's Day (Taylor Swift)
New Year's Day è un singolo della cantante statunitense Taylor Swift, pubblicato il 27 novembre 2017 come singolo promozionale dal sesto album in studio Reputation.

## Descrizione e pubblicazione
Il brano è stato scritto e prodotto da Taylor Swift e Jack Antonoff. Antonoff ha spiegato che la canzone "è accaduta così rapidamente nel mio appartamento. Ci siamo messaggiati il mattino seguente per assicurarci che non fosse un sogno". L'ispirazione è venuta da una festa di Capodanno presso la residenza londinese di Swift. Per quanto riguarda i testi, Swift ha detto che "stavo pensando a come tutti parlano e pensano a chi bacerai a mezzanotte [...] Ma penso che ci sia qualcosa di ancora più romantico su chi avrà a che fare con te a Capodanno. Chi è disposto a darti Advil e ripulire la casa? Penso che sia più una permanenza." New Year's Day è stato uno degli ultimi brani svelati prima che Reputation venisse pubblicato, e ha debuttato durante una pausa pubblicitaria il 9 novembre 2017 di un episodio della serie Scandal su ABC. La canzone è stata inviata alle radio country americane come quarto singolo dell'album il 27 novembre 2017.

## Accoglienza
La canzone ha ricevuto recensioni generalmente positive. Vulture ha scritto: "'New Year's Day non è la migliore canzone di Reputation, ma è una delle migliori, e come gli altri buoni brani eccelle perché il petulante senso del tradimento che alimenta l'album altrove è diminuito. Si scopre che, una volta che [Swift] si mette in posizione per esprimere emozioni più comuni e profonde del senso di essere una cantante pop molto famosa che è stato esposto da altre celebrità molto famose come sangue freddo e duplicato, che è ancora una forza artistica da non sottovalutare."

## Successo commerciale
La canzone ha debuttato alla 40ª posizione e successivamente ha raggiunto la 33ª nella classifica Hot Country Songs. Ha inoltre raggiunto la 41ª nella classifica riguardante l’airplay county. È diventata la prima apparizione della Swift in entrambe le classifiche dal suo singolo Shake It Off del 2014. Si è spinta fino alla 50ª posizione nella classifica country del Canada.

## Esibizioni dal vivo
Una performance di New Year's Day registrata dal vivo nell'ottobre 2017 durante una delle sessioni segrete di Reputation a casa di Swift in Rhode Island è stata trasmessa per la prima volta durante un segmento commerciale della fortunata serie televisiva di ABC Scandal il 9 novembre 2017. La cantante ha anche eseguito la canzone durante un episodio di The Tonight Show Starring Jimmy Fallon il 13 novembre 2017.  La canzone faceva parte regolarmente della sua scaletta per il Reputation Stadium Tour e veniva eseguita al pianoforte in un mashup con Long Live. Il 23 aprile 2019, ha eseguito una esecuzione al pianoforte della canzone al Lincoln Center for the Performing Arts durante il Time 100 Gala, dove è stata onorata.